# Ikar
Ikar (grč. Ικαρoσ), Dedalov je sin u grčkoj mitologiji. S ocem spasio se iz zarobljeništva (iz labirinta) na Kreti, pomoću krila napravljenih od voska i perja.

## Priča
Kralj Minos zaposlio je Dedala za gradnju labirinta, no kada je gradnja završena, Minos je da bi zadržao postojanje labirinta u tajnosti zatvorio Dedala, a kontrolirao je brodski i cestovni promet. Da bi se oslobodio i napustio otok, Dedal je odlučio napraviti krila sebi i svome mladom sinu Ikaru. Uvezao je pera zajedno, od najmanjeg do najvećeg, i napravio tako veliku površinu. Veća pera je osigurao koncima, a manja voskom tako da su ona ličila na ptičja krila.
Kad je posao bio završen, Dedal je na mjestu mahao krilima i tako ih isprobavao, a potom je krilima opremio i svog sina Ikara i naučio ga letjeti. Kada su obojica bili spremni, Dedal je upozorio Ikara da ne leti ni previsoko, ni prenisko, jer ako leti previsoko sunce će otopiti vosak, a ako leti prenisko, morska pjena će natopiti krila i više neće moći nastaviti s letom. Zatim su obojica poletjeli.
Preletjeli su preko otoka Samosa, Delosa i Lebinta, a tada je Ikar počeo letjeti sve više i više da bi stigao do samih nebesa i dotakao ih. Sunce je, sve više i više, zagrijavalo vosak, i on se počeo topiti s krila, pera su se na kraju razdvojila a Ikar je pao u more i utopio se. Dedal je okrivljivao sebe i svoju vještinu za sinovljevu smrt, a mjesto gdje je Ikar pao i utopio se u more nazvao je Ikarijom.